# Charlotte Beaumont
Charlotte Beaumont (* 1995 in Watford, Hertfordshire) ist eine britische Schauspielerin.

## Leben
Charlotte Beaumont wurde 1995 als Tochter der Theaterschauspielerin Lynn Beaumont in Watford geboren. Sie wuchs zunächst in Croxley Green auf, bevor die Familie sich in Rickmansworth niederließ, als Beaumont sieben Jahre alt war. Sie trat bereits in frühester Jugend im von ihrer Mutter betriebenen Blag Theatre in Rickmansworth auf.
2008 übernahm sie ihre erste professionelle Theaterrolle an der Seite von Joseph Fiennes und Phyllis Logan in der Inszenierung des Stücks 2,000 Feet Away unter der Regie von Josie Rourke am Bush Theatre. Ab dem Jahr 2009 folgten erste Rollen in Fernsehproduktionen. Bekannt wurde sie ab dem Jahr 2013 in der Rolle der Chloe Latimer in der Krimiserie Broadchurch. 2015 folgte eine Rolle im Science-Fiction-Film Jupiter Ascending und der Fernsehserie Waterloo Road.

## Filmografie (Auswahl)
- 2009: Mixtape (Kurzfilm)
- 2010: EastEnders (Fernsehserie, 4 Episoden)
- 2010: Doctors (Fernsehserie, 1 Episode)
- 2010, 2015: Holby City (Fernsehserie, 2 Episoden)
- 2012: Skins – Hautnah (Skins UK, Fernsehserie, 1 Episode)
- 2012: Six Bullets
- 2013: Coming Up (Fernsehserie, 1 Episode)
- 2013–2017: Broadchurch (Fernsehserie, 20 Episoden)
- 2014: Tommy Cooper: Not Like That, Like This (Fernsehfilm)
- 2015: Jupiter Ascending
- 2015: Waterloo Road (Fernsehserie, 10 Episoden)
- 2016: Inspector Barnaby (Midsomer Murders) Fernsehserie, Staffel 18, Folge 4: Die Kunst stirbt zuletzt (A Dying Art)
- 2016: The Windmill Massacre
- 2017: Butterfly Kisses
- 2017: The Break (Fernsehserie, 1 Episode)
- 2018: Death in Paradise (Fernsehserie, 1 Episode)
- 2018: Zapped (Fernsehserie, 1 Episode)

## Theatrografie (Auswahl)
- 2008: 2,000 Feet Away (The Bush Theatre)[2]
- 2014: 3 Winters  (Royal National Theatre)
- 2017: No One Will Tell Me How to Start a Revolution (Hampstead Downstairs)[3]
- 2017: Pebbles (Lidless Theatre)[4]
- 2018–2019: The Lovely Bones (Birmingham Repertory Theatre; Tour)[5][6]
- 2019:	Romeo and Juliet (Shakespeare’s Globe)[7]